# Comuna de Godów
Godów (polaco: Gmina Godów) é uma gminy (comuna) na Polónia, na voivodia de Santa Cruz e no condado de Wodzisławski. A sede do condado é a cidade de Godów.
De acordo com os censos de 2004, a comuna tem 12 395 habitantes, com uma densidade 326,4 hab/km².

## Área
Estende-se por uma área de 37,97 km², incluindo:
- área agrícola: 69%
- área florestal: 8%

## Demografia
Dados de 31 de Dezembro de 2006:
|                      | Total   | Total | Mulheres | Mulheres | Homens  | Homens |
| -------------------- | ------- | ----- | -------- | -------- | ------- | ------ |
|                      | pessoas | %     | pessoas  | %        | pessoas | %      |
| População            | 12 530  | 100   | 6389     | 51,0     | 6141    | 49,0   |
| Densidade (pop./km²) | 330,0   | 100   | 168,26   | 168,26   | 161,7   | 161,7  |

De acordo com dados de 2005, o rendimento médio per capita ascendia a 1402,53 zł.

## Comunas vizinhas
- Gorzyce, Jastrzębie-Zdrój, Mszana, Comuna de Wodzisław Śląski.